# 2,5-ジデヒドログルコン酸レダクターゼ
2,5-ジデヒドログルコン酸レダクターゼ（2,5-didehydrogluconate reductase）は、次の化学反応を触媒する酸化還元酵素である。
2-デヒドロ-D-グルコン酸 + NADP+ {\displaystyle \rightleftharpoons } 2,5-ジデヒドロ-D-グルコン酸 + NADPH + H+
すなわち、この酵素の基質は2-デヒドロ-D-グルコン酸とNADP+、生成物は2,5-ジデヒドロ-D-グルコン酸とNADPHとH+である。
組織名は2-dehydro-D-gluconate:NADP+ 2-oxidoreductaseで、別名に2,5-diketo-D-gluconate reductase, YqhE reductaseがある。